# Joseph-Marie Multedo
Joseph Marie Multedo (Vico, 1810 - 1894) fou un aristòcrata i advocat cors. Treballà com a advocat a Bastia des del 1832 i fou conseller general de Vico (1837-1843). El 1840 formà part de la delegació corsa que va rebre les despulles de Napoleó Bonaparte a Cherbourg. El 1842 fou nomenat sots-prefecte d'Yssingeaux, el 1850 cap de gabinet del ministre d'interior i el 1859 tresorer general a Mont-de-Marsan. El 1877 fou nomenat Marquès de Multedo i Cavaller de la Legió d'Honor. Va escriure poesia en italià.

## Obres
- Le Tombe del Louvre (1830)
- Napoleone II (1840)
- Alcune Liriche (1852)
- Canto alla Corsica (1858)
- Tramonti, Nuove Poesie Liriche (1887)